# Kristina Fišerová
Kristina Fišerová (* 17. dubna 1980 Praha) je česká grafická designérka. Od roku 2014 vede ateliér Grafického designu na Fakultě designu a umění Ladislava Sutnara Západočeské univerzity v Plzni. Kniha Sutnar Shapes, kterou společně se svými studenty upravila, získala v roce 2018 mezinárodní cenu Red Dot v konkurenci 8610 děl ze 45 zemí světa, z nichž 24členná komise udílela ceny v 17 kategoriích. Kniha Sutnar Shapes získala ocenění za grafickou úpravu v kategorii Communication design.

## Životopis
Narodila se v Praze. Jejím otcem je architekt a vysokoškolský profesor Jan Fišer. Bratr Daniel Fišer je český architekt žijící v Londýně, pracuje jako Lead designer ve studiu Zaha Hadid architects. Vystudovala Vysokou školu uměleckoprůmyslovou v Praze. V letech 2007-2013 byla odbornou asistentkou v Ateliéru grafického designu a vizuální komunikace (ved. Ateliéru prof. Rostislav Vaněk). V roce 2012 získala docenturu v oboru grafika a vizuální komunikace na Vysoké škole uměleckoprůmyslové v Praze. Od roku 2014 vede magisterský navazující ateliér Grafického designu a vizuální komunikace na Fakultě designu a umění Ladislava Sutnara Západočeské univerzity v Plzni. V roce 2024 byla jmenována profesorkou výtvarné tvorby na návrh Umělecké rady Vysoké školy uměleckoprůmyslové v Praze.

## Tvorba
Mezi její realizace patří například logo a jednotný vizuální styl pro České vysoké učení technické v Praze, logo a jednotný vizuální styl pro Univerzitu Pardubice, vizuální styl pro Humorfest, Nadaci SUTNAR, řadu hudebních nosičů, pro EMI i soukromé vydavatele. Graficky zpracovává knihy, informační systémy a další materiály pro Západočeskou univerzitu v Plzni, Fakultu designu a umění Ladislava Sutnara, Fakultu aplikovaných věd, Fakultu strojní a další.
Spolupracuje s mnoha českými nakladatelstvími (Daranus, Vyšehrad, soukromí vydavatelé), věnuje se tvorbě plakátů a úpravě knih. V roce 2018 získala ocenění Red Dot za grafickou úpravu knihy Sutnar Shapes pro Fakultu designu a umění Ladislava Sutnara. Je držitelkou ocenění Nejkrásnější kniha Česka, AWDA AIAP poster (Itálie), cena Design centra Madrid Gráfica (Španělsko). V roce 2020 získala nominaci na cenu Red Dot za grafické zpracování Haly CTPark, největší mural art v Plzeňském kraji. V roce 2021 byla tato realizace nominována na European design award a v roce 2022 oceněna v soutěži Joseph Binder Award.
Publikovala v řadě odborných periodik (pololetník Moravské galerie, Designtrend, Typografia, czechdesign.cz, font.cz a další).

## Ocenění
- 2000 – Nejkrásnější česká kniha, cena Arna Sáňky, Památník národního písemnictví, Praha
- 2009 – International Biennal of Humour and Satire in the Arts, Gabrovo
- 2017 – Madrid Gráficá, Design centrum, Madrid
- 2018 – Madrid Gráficá, Design centrum, Madrid
- 2018 – Red Dot Award: Communication Design za publikaci Sutnar Shapes vytvořenou spolu s týmem svých studentů[4]
- 2019 – AWDA women in design award, AIAP, za knihu Sutnar Shapes, Řím
- 2021 – European ED Awards, 4. místo za pojednání haly CTPark, Talinn
- 2021 – Čestné uznání rektora Západočeské univerzity v Plzni, za mimořádné výkony v tvůrčí, umělecké činnosti, Plzeň
- 2022 – Joseph Binder Award, držitelka certifikátu ocenění Joseph Binder Award 2022 v kategorii Information design, Vídeň
- 2022 – Nominace na mezinárodní ocenění Red Dot Award za pojednání haly CTPark, zastávky Technická a informačního systému, Berlin
- 2023 – AWDA women in design award, AIAP, nominace za knihu Together, Milano

## Publikační činnost
- 2013 – Kniha X, editor Ondřej Brom, prezentace vlastní práce, rozhovor
- 2014 – Umělec, vila a bazén, význam a efektivita uměleckého vzdělávání, rozhovor
- 2014 – Pro R. V., publikace o ateliéru Grafický design, UMPRUM, editor, grafická úprava ve spolupráci s Olgou Benešovou, Umprum, Praha
- 2017 – K čemu je vlastně studium na vysoké škole? Odpovídá vedoucí ateliéru grafického designu na Sutnarce, Czechdesign
- 2017 – Chtějí nám vládnout. Rozumí si s designem? Vizuální komunikace prezidentských kampaní, Czechdesign
- 2017 – Sutnar Shapes, editorka, vydala Fakulta designu a umění v Plzni, ZČU
- 2018 – Změna je vždy otázkou odvahy, Magazín Moravské galerie, č. 6/18, Moravská galerie, Brno
- 2018 – Czechimage, kurátorka výstavy ve spolupráci s Českými centry, Gelrie Českých center Praha
- 2018 – Humpolec se pyšní novou galerií v bývalé továrně na sukno. 8smička nabízí kulturu i dobrou kávu, Czechdesign
- 2018 – Ráj amatérů: Proč jsou festivalové plakáty ostudou českého grafického designu? Czechdesign
- 2018 – Nová vizuální identita českého hokeje nešetří symbolikou a budí emoce. Jak se celá proměna povedla? Czechdesign
- 2019 – O grafické úpravě dálničních známek. Co máme na skle auta a proč? Czechdesign
- 2019 – Slanted Magazine, č. 33, katalog, 2019/5, rozhovor
- 2020 – Mně to spadlo. Kouše se to! Slyším echo. Jste tam? Úskalí výuky online v době karantény, Czechdesign
- 2020 – Největší Mural Art v Plzeňském kraji, Designcabinet.cz
- 2020 – Když někdo běží, je to běh, když přiběhne, je to už příběh. A když přiběhne pozdě... Pozdní příběhy (O českých autobusových nádražích) Czechdesign
- 2021 – Slizký font imitující psaní nebo upoutávka na veselý americký protikorupční western. Jak si politické strany (ne) poradily s volebními plakáty? Czechdesign
- 2021 – Odvážná Sparta? Netradiční pohled na novou vizuální identitu sportovního klubu z Letné, Czechdesign
- 2021 – Doprčic, to péefko! Lesk a bída tvorby novoročenek, Czechdesign
- 2022 – Jak oslovit ty, kteří pracují za basu lahváčů, i ty, kteří těží bitcoin? Czechdesign
- 2022 – Quo vadis Bienále? Text o budoucnosti Bienále Brno, Font.cz 2022 – Together, Atelier grafického designu a vizuální komunikace, MgA., katalog
- 2023 – Prezident silný jako lev nebo trocha fialové romantiky, Czechdesign
- 2023 – Bílé košile a vlajka jsou jistota. Expertky hodnocení kampaně, aktualne.cz
- 2024 – Monografie Kristina Fišerová (vydalo nakladatelství Sutnar Books)

## Výstavy a prezentace
- 2005 – Foto typo živě, Praha, kolektivní výstava
- 2006 – Bienále Brno, společná výstava Ateliéru grafického designu, VŠUP, Moravská galerie
- 2016 – Samostatná výstava autorských prací – Galerie Ladislava Sutnara v Plzni[5]
- 2017 – účast na výstavě The Light City, Madrid, Španělsko,
- 2017 – prezentace autorské tvorby – Pecha Kucha night, Praha)
- 2018 – Madrid Gráficá, Plaza de Oriente, plakáty, Madrid
- 2018 – Madrid Gráficá, Design centrum Madrid, plakáty, Madrid
- 2018 – Madrid Gráficá, Plaza de Juan Goytisolo (Reina Sofia), plakáty, Madrid
- 2019 – Red Dot Award, Red Dot Winners selection, kniha Sutnar Shapes, Museum for Communication, Berlin
- 2023 – Joseph Binder Award, informační systém a řešení haly CTPark + zastávky Technická v Plzni, Museums Quartier, Vienna
- 2023 – Joseph Binder Award, řešení haly CTPark, Designforum Tirol, Innsbruck
- 2023 – Travel, Galerie města Plzně, plakáty
- 2024 – Grafika roku, Císařská konírna, Praha

Zastoupení ve významných sbírkách:
- 2003, (datum akvizice), Moravská galerie, plakát Coexistence, ze souboru Bienále Brno, inventární číslo 25971, Brno.
- 2017, Madrid Gráficá, The Light City, plakát, Design centrum, Madrid

## Účast v porotách
- 2018 – Odborná účast v porotě na soutěž na jednotný vizuální styl Národní galerie v Praze, organizace Czechdesign
- 2018 – Odborná účast v porotě k výběrovému řízení na vizuální styl Letní filmové školy Uherské Hradiště, organizace Czechdesign
- 2019 – Odborná účast v porotě na soutěž na jednotný vizuální styl Centra kultury a vzdělávání Blatná, organizace Czechdesign
- 2019 – Oponentský posudek k habilitačnímu řízení MgA. Radka Siduna, UMPRUM Praha
- 2019 – Zlatá stuha, porotce, soutěž z oblasti knižní tvorby, porotce, Praha
- 2019 – Odborná účast v porotě na soutěž na vizuální identitu města Svitavy, organizace Czechdesign
- 2020 – Odborná účast v porotě k výběrovému řízení na vizuální styl města Chrudim, organizace Czechdesign
- 2020 – Porotce k výběrovému řízení na vizuální identitu Výstaviště, organizace Czechdesign
- 2020 – Odborná účast v porotě k výběrovému řízení na vizuální styl města Humpolec, organizace Czechdesign
- 2020 – Odborná účast v porotě na soutěž na jednotný vizuální styl organizace Lékaři bez Hranic, organizace Czechdesign
- 2020 – Odborná účast v porotě na soutěž na jednotný vizuální styl Národní kulturní památky Vyšehrad, organizace Czechdesign
- 2021 – Odborná účast v porotě k výběrovému řízení na vizuální styl Technické univerzity Liberec, organizace Czechdesign
- 2022 – Odborná účast v porotě na vizuální styl města Rokytnice nad Jizerou, organizace Czechdesign
- 2022 – Odborná účast v porotě na vizuální identitu městské části Praha 6, organizace Czechdesign
- 2022 – Odborná účast v porotě na soutěž na jednotný vizuální styl Ústeckého kraje, organizace Czechdesign
- 2022 – Odborná účast v porotě soutěže Svoboda očima ukrajinských umělkyň, zaštítil Fond solidarity EU, České centrum Bratislava
- 2023 – Odborná účast v porotě na vizuální styl města Trutnov, organizace Czechdesign
- 2023 – Odborná účast v porotě na vizuální styl města Havlíčkův Brod, organizace Czechdesign
- 2023 – Odborná účast v porotě na novou vizuální identitu obce Chýně, zadavatel obec Chýně
- 2023 – Odborná účast v porotě pro neziskovou organizaci Ministr zdraví, organizace Czechdesign

## Působení na zahraniční vysoké škole
- 2003 – Art and Design University of Cluj-Napoca, studijní stáž, Rumunsko
- 2005 – Det Kongelige Akademi, studijní stáž, Erasmus, Kodaň, Dánsko
- 2007 – LCC, London College of Communication, pedagogická stáž, Londýn, Anglie
- 2015 – Vilnius College of Design, pedagogická stáž, Vilnius, Litva
- 2017 – Art and Design University of Cluj-Napoca, pedagogická stáž, Rumunsko
- 2018 – ESAD College of Art and Design, Porto, shadowing, Portugalsko
- 2018 – Escola de Disseny, Valencia, shadowing, Španělsko
- 2019 – Akademia Sztuk Pięknych ve Wrocławiu, pedagogická stáž, Polsko